# Elviro Ordiales Oroz
Elviro Ordiales Oroz (m. 22 d'agost de 1936) va ser un militar espanyol. Durant el període de la Segona República va exercir diversos llocs, arribant a ser director general de Presons. Va ser assassinat al començament de la Guerra civil.

## Biografia
Militar professional, pertanyia al cos d'intendència. Va arribar a aconseguir el rang de capità. Al començament de la Segona República va formar part del «gabinet militar» que va assessorar el president Manuel Azaña en la reforma militar.
En 1933 va ser nomenat governador civil de Saragossa. Al desembre va haver de fer front a la insurrecció anarquista que va començar en la capital aragonesa i que s'estendria a altres punts d'Espanya. El dia 8 va ordenar la clausura dels locals de la CNT-FAI, declarant il·legal la vaga convocada pels anarcosindicalistes. En uns dies aconseguiria controlar la situació, a pesar que es van produir alguns morts. La seva actuació seria molt felicitada per la població saragossana.
Posteriorment va ser nomenat director general de Presons, càrrec que exerciria entre juny i novembre de 1934. Durant aquest període van tenir lloc els fets revolucionaris d'octubre de 1934, que acabarien amb milers de persones empresonades.
Després de l'esclat de la Guerra civil va ser posat sota custòdia per les autoritats republicanes. El 22 d'agost de 1936 va ser afusellat per milicians anarquistes durant la matança de la Presó Model de Madrid.